# Кодове ім'я: Чистильник
Легка комедія-бойовик "Кодове ім'я "Чистильник" (Code Name: The Cleaner) іскрить всілякими жартами. У зйомках фільму взяли участь відомі актори: Люсі Лью, яка отримала Премію MTV 2004 року за Найкращу роль лиходія (Убити Білла) і знавець бойових мистецтв Марк Дакаскос. У готельному номері прокинувся якийсь чоловік огрядної статури і з жахом виявив труп невідомого і кейс, набитий банкнотами. Він намагався згадати, що сталося, але не міг відновити в пам'яті навіть своє ім'я. Небіжчик виявився агентом ФБР. Забравши гроші, товстун спустився в хол, де на нього чекала якась блондинка. Вона назвала його Джейком. У цей момент службовець готелю знайшов убитого і викликав поліцію. Почалося розслідування. Незнайомка зі сльозами на очах представилася Діаною, дружиною Джейка. Вона відвезла його в заміський будинок і запросила психолога, який діагностував амнезію. Джейк був здивований своїм багатством. Предмети розкішного особняка нічого не говорили про минуле, викликали здивування і явно йому не належали. Але на всі запитання чоловіка, який сумнівався, дружина давала логічні відповіді. Тим часом, ця парочка, зафіксована на відеокамерах готелю, зацікавила детективів.